# Castillo de Arcos de Jalón
El castillo de Arcos de Jalón es una fortaleza medieval ubicada en la localidad española de Arcos de Jalón, en la provincia de Soria.

## Historia
Fechado en el siglo XIV, se levanta sobre una antigua fortaleza árabe. Ya en el siglo XIV, el castillo fue sitiado por los partidarios del rey castellano Pedro I el Cruel, que lucharon contra el rebelde D. Fernán Gómez de Albornoz, partidario de su hermano bastardo Enrique de Trastámara. Precisamente, el primer propietario conocido fue Fernán Gómez Albornoz, cuyos escudos aparecen en la puerta de acceso a al Torre del Homenaje, aunque se sabe que pasó por distintas manos como Juan Duque o las familias de los Manrique o los duques de Medinaceli, que lo poseyeron hasta principios del siglo XIX. 

## Descripción

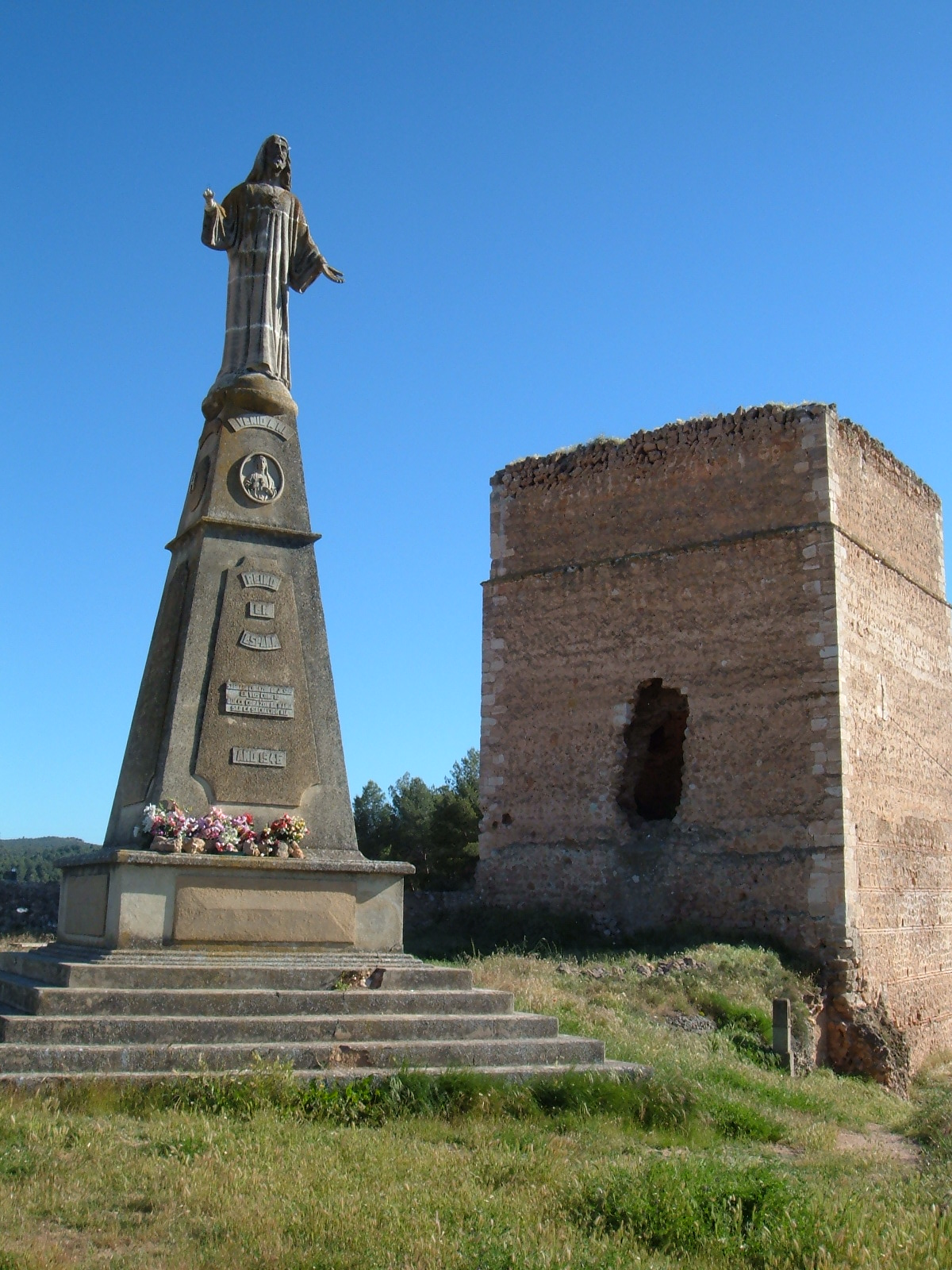
Vista desde el Oeste

El castillo está construido en mampostería de ladrillo, si bien las esquinas de la Torre del Homenaje son de sillar. Posee planta triangular, con puerta de acceso en el muro este. Junto a ella, la torre del homenaje de planta casi cuadrada, de 12,8 x 12,6 metros y muros de 2 metros de espesor que conservan los 16 metros de altura aunque pudo ser más alta. A la altura del primer piso se localiza la puerta de acceso jalonada por saeteras de pequeño tamaño, que constituyen las únicas aberturas al exterior. Tendría varias plantas hoy perdidas, solo se advierten los restos de un arco que servía de apoyo a las vigas de madera que sustentaban los pisos. 
El interior del recinto contaría con un gran aljibe, y actualmente se encuentra cubierto y explanado. En esta explanada se alza una escultura del Sagrado Corazón de Jesús que fue colocada en 1949.